# Hanno Höfer
Hanno Höfer (n. 8 iulie 1967, Timișoara, România) este un regizor, actor, scenarist și muzician din România. Este membru al formației Nightlosers.
A studiat între 1990 și 1992 „Istorie Sudest-europeană” la Berlin și apoi între 1994 și 1998 „Film și Regie” la Academia de Teatru și Film din București, unde l-a întâlnit pe Cristian Mungiu. Împreună cu acesta și cu cameramanul Oleg Mutu a pus bazele firmei de producție „Mobra Films”, cu sediul în București.
Regizează trei filme de scurt metraj, „Telefon în străinătate”, „Dincolo” și „Ajutoare umanitare”, premiate la „Festivalului Internațional de Film al Școlilor de Film” din München, „Festivalul de Film Est-European” de la Cottbus și „CineMAiubit”, București. A participat de asemenea într-o campanie ROM autentic pentru Ziua Națională.

## Proiecte curente
În 2009 a lucrat împreună cu Cristian Mungiu la trilogia cinematografică Amintiri din Epoca de Aur.

## Cariera de muzician
Hanno Höfer este de asemenea muzician (chitară, armonică, voce) și cântă în trupa de rhythm and blues Nightlosers și în trupa Orient Expres a pianistului de jazz Harry Tavitian.

## Premii
- Marele Premiu al Festivalul Internațional de Film Studențesc „CineMAiubit” din București (1998) pentru filmul Telefon în străinătate
- Premiul CILECT pentru Regie al Festivalului Internațional de Film al Școlilor de Film München (1998) pentru filmul Telefon în străinătate
- Marele Premiu al Festivalului de Film Est-European de la Cottbus (2002) pentru filmul Ajutoare umanitare

## Filmografie

### Regizor
- Telefon în străinătate (1998)
- Dincolo (1999)
- Ajutoare umanitare (2002)
- Amintiri din Epoca de Aur 1: Tovarăși, frumoasă e viața! (2009) - „Legenda fotografului oficial”
- Cod roșu (2012), scurtmetraj
- Oameni și fiare (regia și muzica: Hanno Höfer, documentar despre ultimii fierari din România, pentru Institutul de Etnografie și Folclor al Academiei Române). (2012)

### Scenarist
- Telefon în străinătate (1998)
- Dincolo (1999)

### Producător
- Legenda curcanului zburător (segment al filmului Obiecte pierdute, 2005)

### Actor
- Zapping (2000) (soțul)

### Compozitor
- Dincolo (1999)
- Nici o întâmplare (2000)
- Legenda curcanului zburător (segment al filmului Obiecte pierdute, 2005)
- Amintiri din Epoca de Aur 1: Tovarăși, frumoasă e viața! (2009) - împreună cu Laco Jimi
- Amintiri din Epoca de Aur 2: Dragoste în timpul liber (2009) - împreună cu Laco Jimi

### Interpret muzical
- Terminus Paradis (1998) – interpretare la muzicuță